# Peter Gilliéron
Peter Heinrich Gilliéron (* 5. Mai 1953 in Brescia, Italien; heimatberechtigt in Servion) ist ein Schweizer Jurist und ehemaliger Fussballfunktionär. Von Juni 2009 bis Mai 2019 war er Zentralpräsident des Schweizerischen Fussballverbandes (SFV). Er ist Ehrenpräsident des Verbandes.

## Werdegang
Gilliéron kam in Brescia zur Welt. Sein Vater arbeitete zu jener Zeit als Geologe in Italien. Als die Familie nach Bern zog, war er 13 Jahre alt. Im Anschluss an die Matura nahm er an der Universität Bern ein Rechtsstudium auf, das er 1978 abschloss. Seither ist er als Fürsprecher, d. i. ein Rechtsanwalt, tätig. Von 1978 bis 1982 war er im Bundesamt für Sozialversicherungen, wechselte dann als Leiter des Rechtsdienstes zur Schweizerischen Käseunion und wurde dort 1989 zum stellvertretenden Direktor ernannt. Über ein Stelleninserat in der Zeitung wurde er auf den Schweizerischen Fussballverband aufmerksam, für den er ab dem 1. August 1993 tätig war. Am 1. Januar 1994 besetzte er den Posten des Generalsekretärs. Im Juni 2009 wurde er im Berner Rathaus zum Nachfolger von Ralph Zloczower im Amt des Zentralpräsidenten des SFV gewählt. Nach zehn Jahren trat er im Mai 2020 nicht mehr zur Wiederwahl an. Er wurde zum Ehrenpräsidenten ernannt. Sein Nachfolger als Zentralpräsident wurde Dominique Blanc.
Von 1992 bis 1993 war Gilliéron Präsident des FC Minerva Bern, der nach Fusion mit dem FC Zähringia im FC Breitenrain aufging. 
Innerhalb des Europäischen Fussballverbandes (UEFA) gehörte er von 1998 bis 2002 dem Ausschuss für Entwicklung und Unterstützung an, von 2001 bis 2019 war er Mitglied der UEFA-Exekutive, er gehörte verschiedenen Uefa-Ausschüssen an, unter anderem war er von 2011 bis 2019 Vorsitzender des Ausschusses für Fairplay und soziale Verantwortung.
Er ist verheiratet. 